# Andrzej Kawecki (lekarz)
Andrzej Kawecki (ur. 1 września 1957 r. w Warszawie) – polski lekarz, profesor nauk medycznych, specjalista w zakresie radioterapii onkologicznej i onkologii klinicznej. Kierownik Kliniki Nowotworów Głowy i Szyi Narodowego Instytutu Onkologii im. Marii Skłodowskiej-Curie w Warszawie. Od 1999 r. Konsultant Wojewódzki ds. Radioterapii Onkologicznej Województwa Mazowieckiego. Od 2016 r. Zastępca Dyrektora ds. Klinicznych Narodowego Instytutu Onkologii im. Marii Skłodowskiej-Curie w Warszawie.

## Przebieg kariery zawodowej
Absolwent I Wydziału Lekarskiego Akademii Medycznej w Warszawie (obecnie Warszawski Uniwersytet Medyczny), dyplom lekarza otrzymał w 1982 r. W 1985 r. uzyskał specjalizację I stopnia, a w roku 1988 specjalizację II stopnia w zakresie radioterapii onkologicznej. W 1990 roku odbył staż z radioterapii i onkologii klinicznej w Christie Hospital and Holt Radium Institute w Manchesterze.
W 1993 r. otrzymał stopień doktora nauk medycznych na podstawie rozprawy „Korelacja między klinicznymi i patologicznymi czynnikami prognostycznymi a rokowaniem w ziarnicy złośliwej typu NS; próba opracowania indeksu prognostycznego” (promotorką jego pracy była wybitna patomorfolog prof. dr hab. Olga Mioduszewska).
W roku 2003 uzyskał stopień doktora habilitowanego nauk medycznych na podstawie rozprawy „Ocena skuteczności i wskazań do chemioterapii chorych z nawrotami lub przerzutami odległymi w przebiegu raka narządów głowy i szyi”. W 2004 r. uzyskał specjalizację II stopnia w zakresie onkologii klinicznej. 19 stycznia 2011 r. otrzymał tytuł profesora nauk medycznych.
Prof. dr hab. n. med. Andrzej Kawecki związany jest z Instytutem Onkologii w Warszawie od 1982 r. W 1995 r. powierzono mu zadanie zorganizowania od podstaw Kliniki Nowotworów Głowy i Szyi w nowej siedzibie Instytutu na warszawskim Ursynowie. Kieruje tą Kliniką nieprzerwanie do chwili obecnej. W latach 2007-2016 pełnił w Instytucie funkcję Naczelnego Specjalisty Radioterapeuty, a od 2016 r. jest Zastępcą Dyrektora ds. Klinicznych. W latach 2008-2012 był członkiem Rady Naukowej Instytutu, a w kadencji 2012-2016 wiceprzewodniczącym tej Rady. Od 2016 r. zasiada w Radzie z ramienia Dyrekcji Instytutu.

## Inne pełnione funkcje
Od 1987 r. prof. dr hab. n. med. Andrzej Kawecki pełni funkcję konsultanta w Wojewódzkim Siedleckim Centrum Onkologii. Od 1999 r. nieprzerwanie pełni funkcję Konsultanta Wojewódzkiego ds. Radioterapii Onkologicznej Województwa Mazowieckiego. W latach 2015-2020 był też Konsultantem Wojewódzkim ds. Radioterapii Onkologicznej Województwa Podkarpackiego. W latach 2020-2022 członek Zespołu Ministra Zdrowia ds. Opracowania Strategii Rozwoju Radioterapii Protonowej w Polsce. Członek Naczelnej Komisji Bioetycznej.

## Działalność edytorska
Prof. dr hab. n. med. Andrzej Kawecki od 1997 r. jest Członkiem Rady Konsultantów Naukowych dwumiesięcznika Nowotwory Journal of Oncology. W latach 2002-2009 był członkiem Rady Naukowej wydania polskiego Journal of Clinical Oncology. Od 2004 r. pełni funkcję Redaktora Naczelnego dwumiesięcznika Onkologia po Dyplomie . Od 2004 r. jest też członkiem Rady Naukowej oraz Zastępcą Redaktora Naczelnego dwumiesięcznika Oncology in Clinical Practice .

## Działalność dydaktyczna
Prof. dr hab. n. med. Andrzej Kawecki jest członkiem Państwowej Komisji Egzaminacyjnej w zakresie onkologii klinicznej i radioterapii onkologicznej; wykładowcą na kursach w ramach szkolenia podyplomowego i specjalizacyjnego z onkologii klinicznej radioterapii onkologicznej, chirurgii onkologicznej i chirurgii twarzowo-szczękowej. Jest też wykładowcą na międzynarodowych kursach szkoleniowych (European School of Oncology, Global Continuing Education Program).

## Publikacje
Autor 347 prac, w tym: 72 prac oryginalnych opublikowanych w całości i 201 prac oryginalnych opublikowanych w formie streszczeń, 34 prac poglądowych, ponadto 29 rozdziałów w podręcznikach i monografiach. Autor 345 wykładów i doniesień zjazdowych (w tym 249 doniesień oryginalnych).

## Towarzystwa Naukowe
Członek licznych towarzystw naukowych, w tym Członek Zarządu Głównego Polskiego Towarzystwa Onkologicznego oraz Polskiego Towarzystwa Onkologii Klinicznej, Wiceprzewodniczący Zarządu Głównego Polskiego Towarzystwa Radioterapii Onkologicznej; członek American Head and Neck Society.

## Odznaczenia
W uznaniu za wybitne zasługi w działalności na rzecz rozwoju onkologii i ochrony zdrowia prof. dr hab. n. med. Andrzej Kawecki otrzymał Złoty Krzyż Zasługi (2002), Krzyż Kawalerski Orderu Odrodzenia Polski (2012) oraz Krzyż Oficerski Orderu Odrodzenia Polski (2022).